# Cornelius Ryan

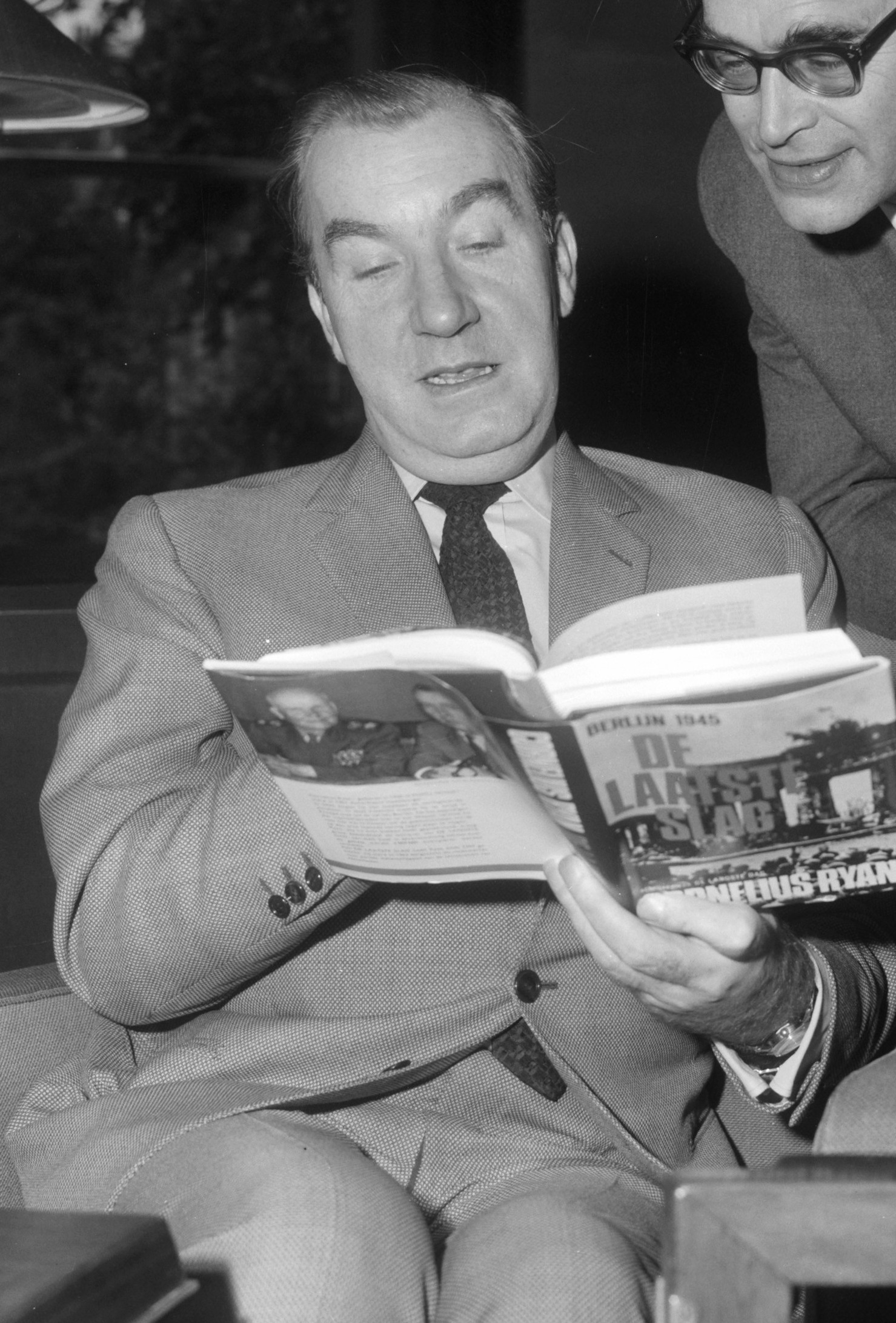
Cornelius Ryan met Godfried Bomans (rechts) in 1966

Cornelius Ryan (Dublin, 5 juni 1920 – New York, 23 november 1974) was een Iers-Amerikaans journalist en historicus, hoofdzakelijk bekend door zijn verhalen over de militaire geschiedenis van de Tweede Wereldoorlog.

## Levensloop
Ryan groeide op in Dublin en trok in 1940 naar Londen, waar hij vanaf 1941 als oorlogsverslaggever voor The Daily Telegraph werkte. Vervolgens vloog hij met bommenwerpers van de U.S. Air Force mee naar het vasteland van Europa om enige tijd later generaal George Patton te begeleiden en verslag te doen van diens activiteiten tot het einde van de oorlog in Europa. Vervolgens versloeg hij in 1945 oorlogsnieuws vanuit locaties in de Grote Oceaan en in 1946 vanuit Jeruzalem.
In 1947 emigreerde Ryan naar de Verenigde Staten en werkte onder meer voor Time. Hij trouwde met Kathryn Morgan (1925-1993), een romanschrijfster, en werd in 1950 tot Amerikaans staatsburger genaturaliseerd.
Kort na het uitkomen van zijn boek A Bridge Too Far overleed Cornelius Ryan tijdens een promotiereis voor dit boek op 54-jarige leeftijd aan kanker. Hij ligt begraven op het Ridgebury Cemetery in Noord-Ridgefield (Connecticut).

## Boeken
In 1956 begon hij met het schrijven van The Longest Day (vertaald als De langste dag) over D-Day, de landing in Normandië. Het boek kwam in 1959 uit en werd onmiddellijk een bestseller. In 1962 werd het boek verfilmd. Voor de regie tekende Bernhard Wicki wat betreft de Britse (buitenlandse) episodes, Andrew Marton voor de Amerikaanse (buitenlandse) episodes en Ken Annakin voor de Duitse episodes.
In 1965 schreef hij The Last Battle (vertaald als De laatste slag) over de Slag om Berlijn. Dit boek bevat veel details, gezien vanuit verschillende perspectieven, die van Duitse burgers en Amerikaanse, Britse, Russische en Duitse militairen. Het boek gaat over de politieke situatie in het voorjaar van 1945, over hoe het oostelijk en het westelijk front vochten om Berlijn te veroveren en over het vervolgens opdelen van Duitsland.
A Bridge Too Far (vertaald als Een brug te ver) uit 1974 en tevens zijn bekendste boek, gaat over Operatie Market Garden, waaruit de Slag om Arnhem voortvloeide. Dit boek werd een paar jaar later verfilmd onder regie van Richard Attenborough.
Vier jaar na zijn dood kwam het boek A Private Battle uit, geschreven door zijn vrouw, over zijn persoonlijk gevecht met zijn ziekte. Ryan had - heimelijk - voor dit doel bestemde notities achtergelaten.